# Issoire
Issoire – miejscowość i gmina we Francji, w regionie Owernia-Rodan-Alpy, w departamencie Puy-de-Dôme.
Według danych na rok 1990 gminę zamieszkiwało 13 559 osób, a gęstość zaludnienia wynosiła 689 osób/km² (wśród 1310 gmin Owernii Issoire plasuje się na 12. miejscu pod względem liczby ludności, natomiast pod względem powierzchni na miejscu 461.).

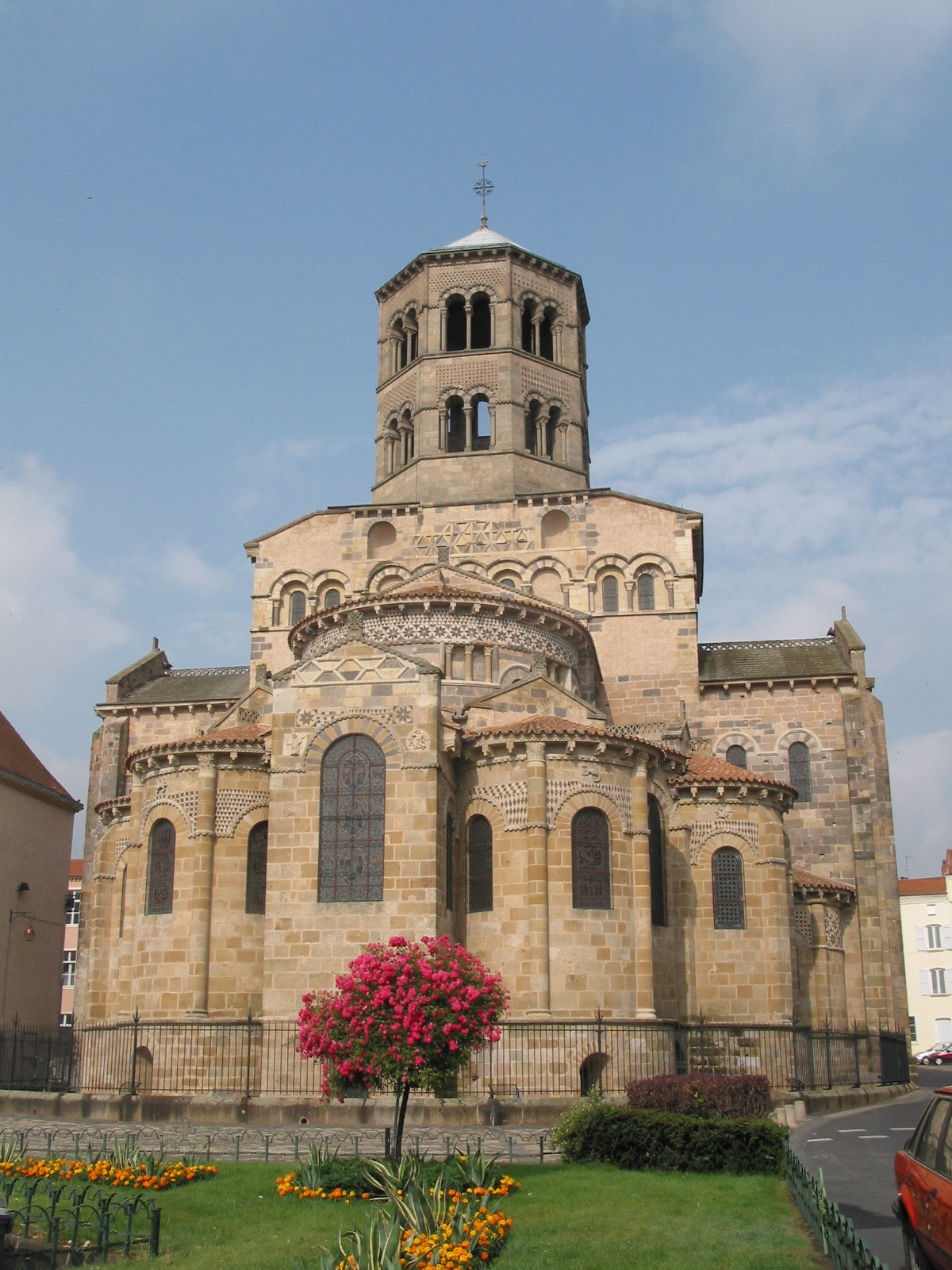
Kościół Saint-Austermoine
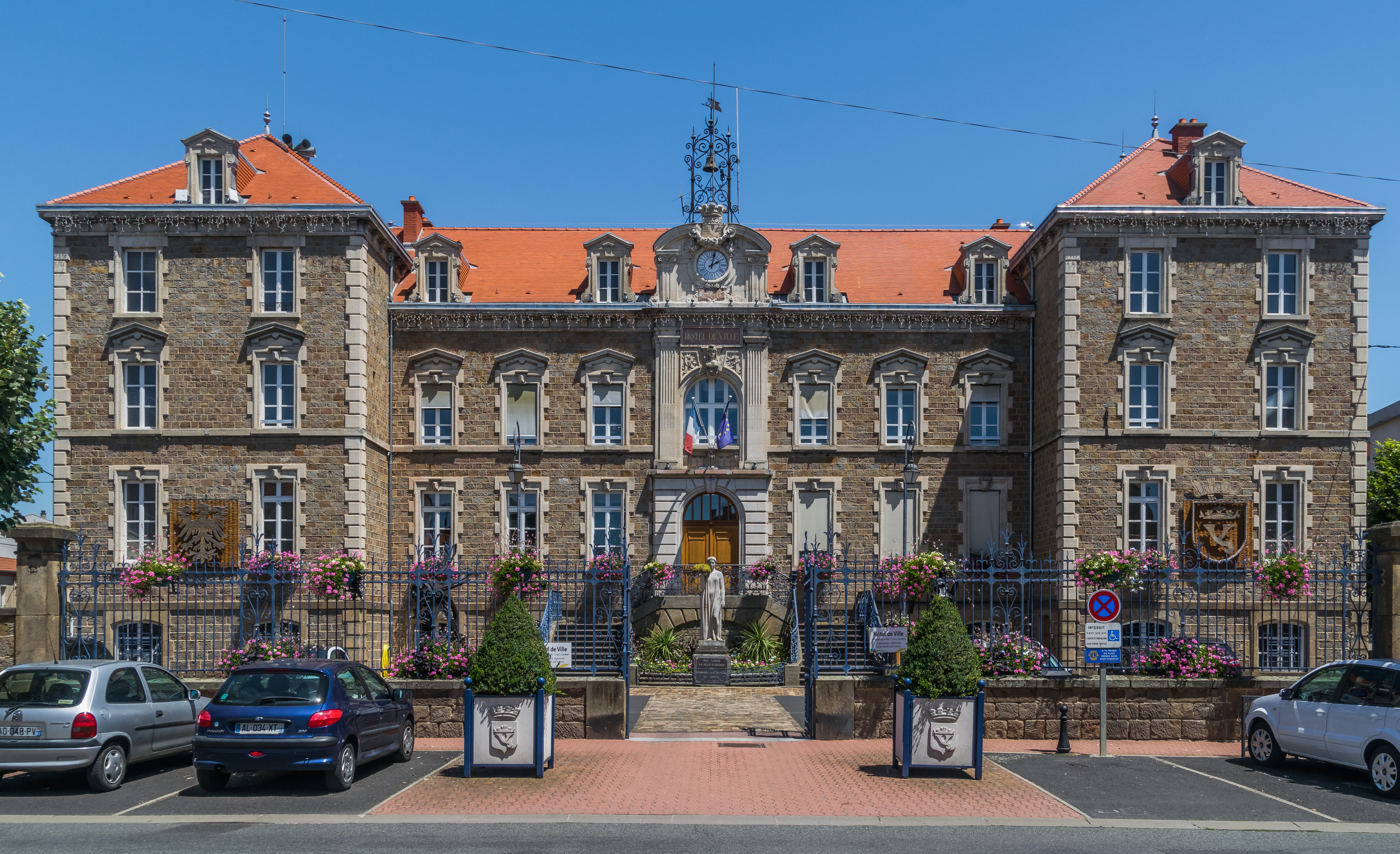
Ratusz